# Плавання на Чемпіонаті Європи з водних видів спорту 2022 — 800 метрів вільним стилем (чоловіки)
Змагання з плавання на дистанції 800 метрів вільним стилем серед чоловіків на Чемпіонаті Європи з водних видів спорту 2022 відбулися 12 серпня (попередні запливи) та 13 серпня (фінал).

## Рекорди
На момент проведення змагань рекорди були такими:
|                           | Спортсмен             | Країна | Час     | Місто   | Дата           |
| ------------------------- | --------------------- | ------ | ------- | ------- | -------------- |
| Світовий рекорд           | Чжан Лінь             | КНР    | 7:32.12 | Рим     | 29 липня 2009  |
| Рекорд Європи             | Грегоріо Пальтріньєрі | Італія | 7:39.27 | Кванджу | 24 липня 2019  |
| Рекорд чемпіонатів Європи | Грегоріо Пальтріньєрі | Італія | 7:42.33 | Лондон  | 20 травня 2016 |

## Результати

### Попередні запливи[3]
| Місце | Заплив | Доріжка | Спортсмен             | Країна          | Час           | Примітки      |
| ----- | ------ | ------- | --------------------- | --------------- | ------------- | ------------- |
| 1     | 3      | 4       | Михайло Романчук      | Україна         | 7:47.93       | Q             |
| 2     | 3      | 5       | Лукас Мертенс         | Німеччина       | 7:48.38       | Q             |
| 3     | 2      | 4       | Грегоріо Пальтріньєрі | Італія          | 7:48.91       | Q             |
| 4     | 3      | 3       | Лоренцо Галоссі       | Італія          | 7:49.08       | Q             |
| 5     | 3      | 6       | Дам'єн Жолі           | Франція         | 7:49.17       | Q             |
| 6     | 2      | 3       | Свен Швар             | Німеччина       | 7:49.30       | Q             |
| 7     | 2      | 5       | Габріеле Детті        | Італія          | 7:49.93       |               |
| 8     | 3      | 7       | Лука Де Тулліо        | Італія          | 7:51.60       |               |
| 9     | 3      | 1       | Жоріс Бушо            | Франція         | 7:51.63       | Q             |
| 10    | 2      | 2       | Віктор Юханссон       | Швеція          | 7:52.48       | Q             |
| 11    | 2      | 1       | Дімітріос Маркос      | Греція          | 7:52.60       |               |
| 12    | 2      | 6       | Генрік Крістіансен    | Норвегія        | 7:53.82       |               |
| 13    | 3      | 2       | Олівер Елемент        | Німеччина       | 7:59.24       |               |
| 14    | 2      | 0       | Карлос Гарач          | Іспанія         | 7:59.31       |               |
| 15    | 3      | 0       | Кшиштоф Хмелевський   | Польща          | 7:59.50       |               |
| 16    | 2      | 8       | Кіран Берд            | Велика Британія | 8:04.48       |               |
| 17    | 3      | 8       | Бар Солдовейчик       | Ізраїль         | 8:05.71       |               |
| 18    | 1      | 5       | Йоав Романо           | Ізраїль         | 8:11.02       |               |
| 19    | 1      | 4       | Ліам Кастер           | Ірландія        | 8:15.09       |               |
| 20    | 3      | 9       | Йордан Янчев          | Болгарія        | 8:15.39       |               |
| 21    | 2      | 7       | Йон Йонтведт          | Норвегія        | 8:20.88       |               |
| 22    | 1      | 3       | Франк Алексі          | Албанія         | Did not start | Did not start |

### Фінал[4]
| Місце | Доріжка | Спортсмен             | Країна    | Час     | Примітки |
| ----- | ------- | --------------------- | --------- | ------- | -------- |
| 1     | 3       | Грегоріо Пальтріньєрі | Італія    | 7:40.86 | CR       |
| 2     | 5       | Лукас Мертенс         | Німеччина | 7:42.65 |          |
| 3     | 6       | Лоренцо Галоссі       | Італія    | 7:43.37 | WJ       |
| 4     | 4       | Михайло Романчук      | Україна   | 7:45.03 |          |
| 5     | 7       | Свен Швар             | Німеччина | 7:47.36 |          |
| 6     | 2       | Дам'єн Жолі           | Франція   | 7:48.82 |          |
| 7     | 1       | Жоріс Бушо            | Франція   | 7:50.69 |          |
| 8     | 8       | Віктор Юханссон       | Швеція    | 7:54.51 |          |